# 法魯 (帕拉州)

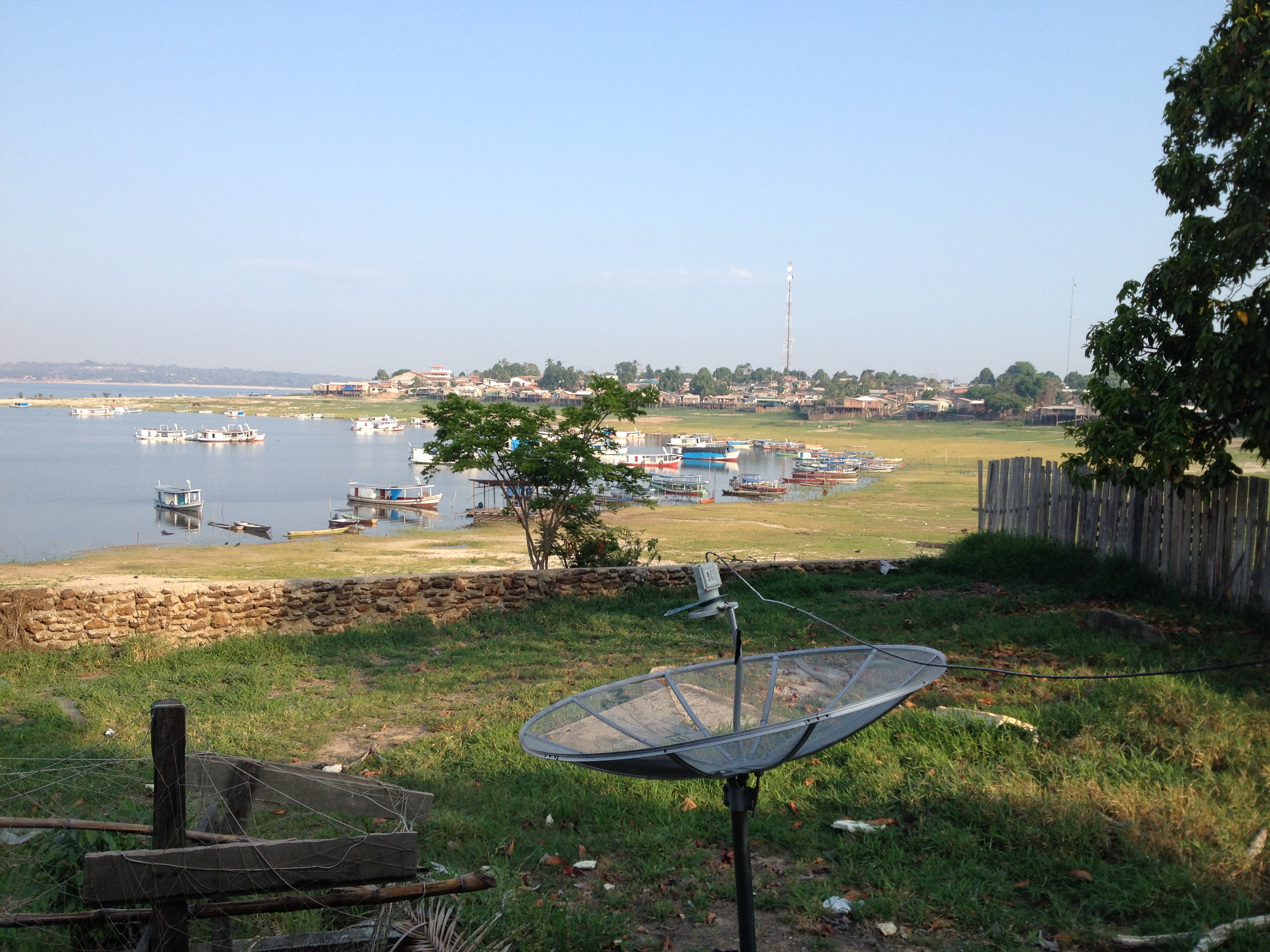
法魯

法魯，是巴西的城鎮，位於該國北部，由帕拉州負責管轄，始建於1768年12月21日，面積11,766平方公里，海拔高度31米，2014年人口7,504，人口密度每平方公里0.64人。